# 강돈욱

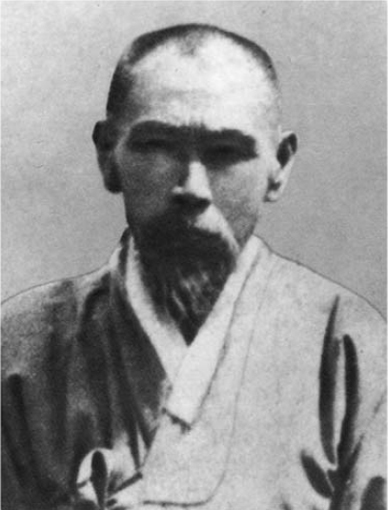
강돈욱

강돈욱(康敦煜, 1871년 2월 3일 ~ 1943년 11월 14일)은 일제강점기의 개신교 교육자로, 일제 강점기 조선과 만주에서 장로교 장로로 활동했으며, 칠골교회와 창덕교회의 장로로 시무하였다. 북조선 김일성, 김영주 형제의 외할아버지이며, 강반석의 아버지이다.
교육활동으로는 창덕학교를 설립하고 초대 교장을 지냈다. 조선민주주의인민공화국에서는 독립운동가이자 절세의 애국자로 우상화되고 있다. 일제강점기의 장로교의 교육자였다고 한다. 본관은 신천이고, 호는 묵계(墨溪), 평안남도 출신이다.

## 생애
지금의 평양 만경대구역에 해당하는, 당시 평안남도 대동군 용산면 하리(下里) 칠곡(일명 '칠골')에 근대 교육을 위한 사립학교를 세워서 학생들을 가르쳤다. 김성주 소년(김일성)이 1923년부터 1925년까지 외가에 머물며 다녔던 창덕학교(彰德學校)의 설립자 중 한 사람이었고, 칠골교회의 장로를 지낸 장로교 신자이기도 했다. 창덕학교 설립 후 학교의 교감으로 재직했다.
김일성의 어머니인 강반석은 강돈욱의 둘째딸인 것으로 알려져 있으며, 그 외 맏아들 강진석, 다른 아들로 강룡석이 있다. 조선민주주의인민공화국 정치인인 강량욱에게는 육촌 형이 된다. 강량욱은 친척 형인 강돈욱이 설립한 창덕학교에서 교사로 근무하며 김일성을 가르쳤다.

## 가족 관계
1994년에 대한민국으로 망명한 강명도 교수는 강돈욱의 6촌형제인 강선욱의 손자이다.
- 아버지 : 강병수
  - 형 : 강성욱(康性煜, 호는 남헌(南軒), 성리학자)
- 부인 : 위돈신(魏敦信,1870년~?)
  - 딸 : 강반석(康盤石, 1892년 ~ 1932년 7월 31일)
    - 외손자 : 김일성(金日成, 1912~1994), 본명은 김성주(金成柱)
    - 외손자 : 김철주(金哲柱, 1916~1935)
    - 외손자 : 김영주(金英柱, 1920~2021)

  - 아들 : 강진석(康晋錫, 1890년 1월 19일 - 1942년 11월 12일), 목사
  - 아들 : 강용석(康用锡)
  - 아들 : 강룡석(康龍錫)
    - 손자 : 강현수, 1974년 평양시 인민위원장 역임
- 당숙 : 강병찬
  - 6촌 : 강선욱(康善煜), 강명도의 조부
  - 6촌 : 강량욱(康良煜, 1902년 12월 7일 - 1983년 1월 9일)
    - 7촌 : 강영섭(康永燮)
- 친인척 사돈: 강성산

## 같이 보기
- 강진석
- 강반석
- 강양욱
- 김일성
- 강명도

## 참고자료
- 김일성. 〈제1부 항일혁명편〉. 《세기와 더불어》. 평양: 조선로동당출판사.